# Klára Kolouchová

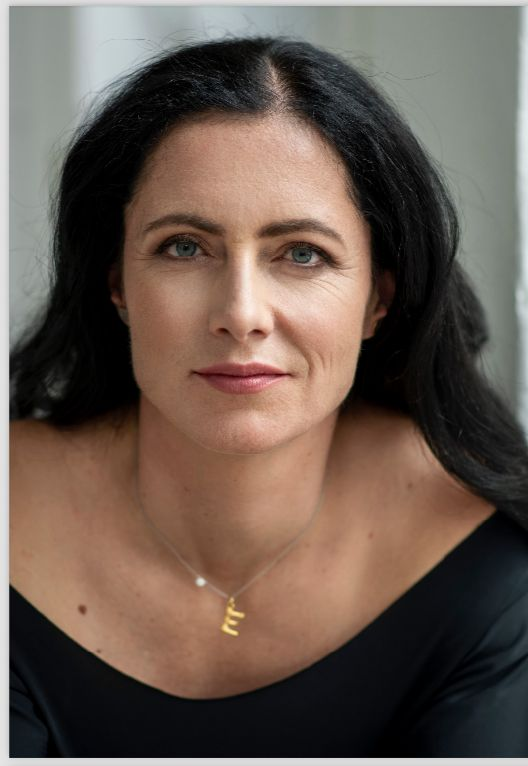
Klára Kolouchová (2024)

Klára Kolouchová, rodným příjmením Poláčková (6. září 1978 Praha – 3. července 2025 Nanga Parbat), byla česká manažerka a horolezkyně, která jako první Češka zdolala tři nejvyšší hory světa – Mount Everest, K2 a Kančendžengu a celkem stanula na vrcholech pěti osmitisícovek.

## Život
Po základní jazykové škole absolvovala gymnázium a následně vystudovala obchodní management na Anglo-American College (nyní Anglo-American University) v Praze, získala titul bakaláře. Během studia (1997–2000) působila jako PR manažerka. V letech 2000–2003 pracovala jako regionální komunikační manažerka ve společnosti Euro RSCG. Následně přešla do londýnské centrály Euro RSCG Worldwide (2003–2004), poté pracovala v britské státní správě (2004–2006). Po návratu do České republiky nastoupila do poradenské společnosti McKinsey & Company.
Od mládí se věnovala horolezectví a v roce 2005 vystoupila na Aconcaguu. V roce 2007 zdolala Mount Everest a v roce 2019 jako první Češka i horu K2, která je považována za jednu z nejnáročnějších osmitisícovek. Věnovala se také motivačním přednáškám a publikační činnosti.
V roce 2013 uzavřela sňatek s Martinem Kolouchem. Měla dvě děti – dceru Emmu (* 2008) a syna Cyrila (* 2014).
Klára Kolouchová zahynula po pádu během výstupu na Nanga Parbat dne 3. července 2025.

## Horolezectví

### Výstupy

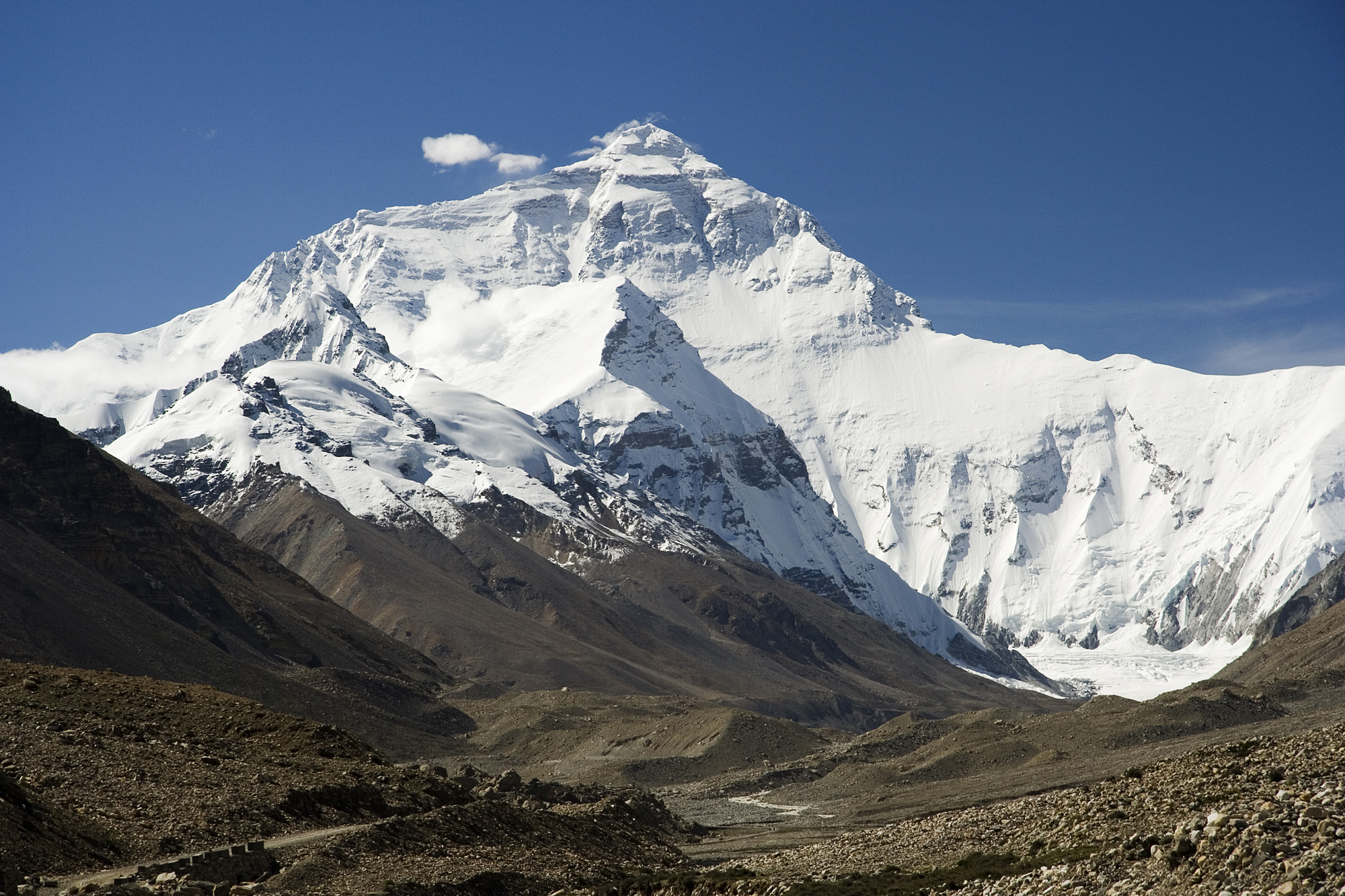
Mount Everest ze severní strany

- 2005 Aconcagua (6 961 m n. m.) Argentina
- 2006 Čo Oju (8 201 m n. m.) – Nepál/Čína
- 2007 Mount Everest (8 849 m n. m.) – Nepál/Čína výstup severním hřebenem
- 2013 Denali (6 190 m n. m.) – Aljaška výstup západním žebrem
- 2013 Elbrus (5 642 m n. m.) – Rusko
- 2019 Kančendženga (8 586 m n. m.) – Himálaj
- 2019 K2 (8 611 m n. m.) – Pákistán
- 2024 Annapurna (8091 m n. m.) – Nepál, Himálaj

Všechny  osmitisícovky absolvovala normálními cestami, s použitím umělého kyslíku, podporou šerpů a předem připravených fixních lan. Ve všech případech šlo o nejméně hodnotný styl výstupu, nicméně odborníci připouštějí, že žádná Češka té doby nedělala výškové horolezectví na lepší úrovni.

### Aconcagua
Cestu na nejvyšší horu Jižní Ameriky (6 961 m n. m.) naplánovala s kamarádem v Londýně. Zvolila klasickou cestu. Její přítel dostal ve vrcholový den plicní edém, a tak se připojila k tříčlenné polské výpravě, s níž vrchol hory Aconcagua 4. února 2005 zdolala.

### Čo Oju
Připojila se k pětičlenné skupině, kterou vedl Tashi Tenzing. Na vrchol Čo Oju vystoupila Klára Poláčková 9. května 2006 9:30 tamějšího času.

### Mount Everest
Expedice Tissot Everest 2007 hodlala vystoupit na Mount Everest (8 849 m n. m.) ze severní, tibetské strany. Tým se skládal ze čtyř osob: Kláry Poláčkové, Tashiho Tenzinga a dvou Šerpů: Nimy a Pemy. Po příletu do Káthmándú výprava přeletěla do Lhasy (3 600 m n. m.). Odtud se přesunula do Gjance (4 000 m n. m.) a základního tábora (5 200 m n. m.), kde i přes značnou výšku nebyl sníh. Další přesun směřoval přes první (5 680 m n. m.) a druhý mezitábor (6 088 m n. m.) do předsunutého základního tábora (6 440 m n. m.). Následovala vynáška do prvního (7 044 m n. m.) a druhého tábora (7 900 m n. m.). Mezitím se uskutečnilo několik sestupů a výstupů kvůli doplnění zásob. Posledním založeným mezistupněm byl třetí tábor (8 300 m n. m.). Dne 16. května 2007 v 8:16 tamějšího času zdolala Klára Poláčková Mount Everest. Protože toho rána panovalo slunečné počasí, sešlo se na vrcholu kolem 30 horolezců.
Protože první Češka na Everestu Renata Chlumská dlouhodobě nežije v Česku, bývá Kolouchové výstup prezentován i jako první ryzí český ženský výstup na Everest.

### K2
O zdolání K2 (8 611 m n. m.) se pokoušela celkem třikrát. Poprvé to bylo v červenci 2016 Abruzziho pilířem, expedici dokumentoval fotograf Petr Jan Juračka; postup z C3 zastavilo špatné počasí a 3. výškový tábor po týdnu smetla lavina. Při druhé expedici v roce 2018 se musela vrátit z druhého výškového tábora kvůli viróze. Jako první Češka a dvacátá žena na světě stanula na vrcholu K2 25. července 2019 ve 4:05 pákistánského času.

## Dílo
Po návratu z Himálaje vydala knihu Himálajský deník. V něm zachycuje svoji cestu na Mount Everest.
O jejím výstupu na K2 natočila dokumentaristka Jana Počtová film K2 vlastní cestou. Film byl v červenci 2020 uveden do kin.
V roce 2022 vydala knihu Nahoře fouká.